# Mission d'observation des Nations unies en Ouganda et au Rwanda
La Mission d'observation des Nations unies en Ouganda et au Rwanda (MONUOR) est une mission d'observation de la frontière entre l'Ouganda et le Rwanda créée le 22 juin 1993 par la résolution 846 du Conseil de Sécurité,. Elle avait pour but de vérifier qu'aucune arme ne transitait de l'Ouganda vers le Rwanda alors que des négociations de paix étaient en cours entre le gouvernement Rwandais et la rébellion Tutsi menée par le Front patriotique rwandais issue de l'Ouganda.
La mission était son siège à Kabale en Ouganda, et était constituée de 81 observateurs, qui exerçaient leur mission sur le territoire ougandais, à la frontière avec le Rwanda.
Parallèlement à cette mission, l'ONU mettait en place en octobre 1993 une deuxième mission, la MINUAR, les deux missions étant sous le même commandement.
Pendant le génocide des Tutsis au Rwanda, entre avril et juillet 1994, la MONUOR a permis d'assurer la logistique à destination de la MINUAR (approvisionnement alimentaire ou matériel, évacuation des blessés). Elle a aussi permis à des journalistes en place à Kigali de faire sortir leurs reportages du Rwanda, contribuant à l'information de la communauté internationale sur le drame qui se déroulait.
La mission de la MONUOR s'est terminée le 21 septembre 1994.